# Campionati europei di atletica leggera indoor 2019 - Salto in alto maschile
Il concorso del salto in alto maschile ai campionati europei di atletica leggera indoor di Glasgow 2019 si è svolto il 1° ed il 2 marzo 2019 presso la Commonwealth Arena and Sir Chris Hoy Velodrome.
La gara è stata vinta dall'italiano Gianmarco Tamberi con la misura di 2,32 metri, che ha preceduto il greco Konstadinos Baniotis e l'ucraino Andrij Procenko, argento ad ex aequo, con la misura di 2,26 metri.

## Podio

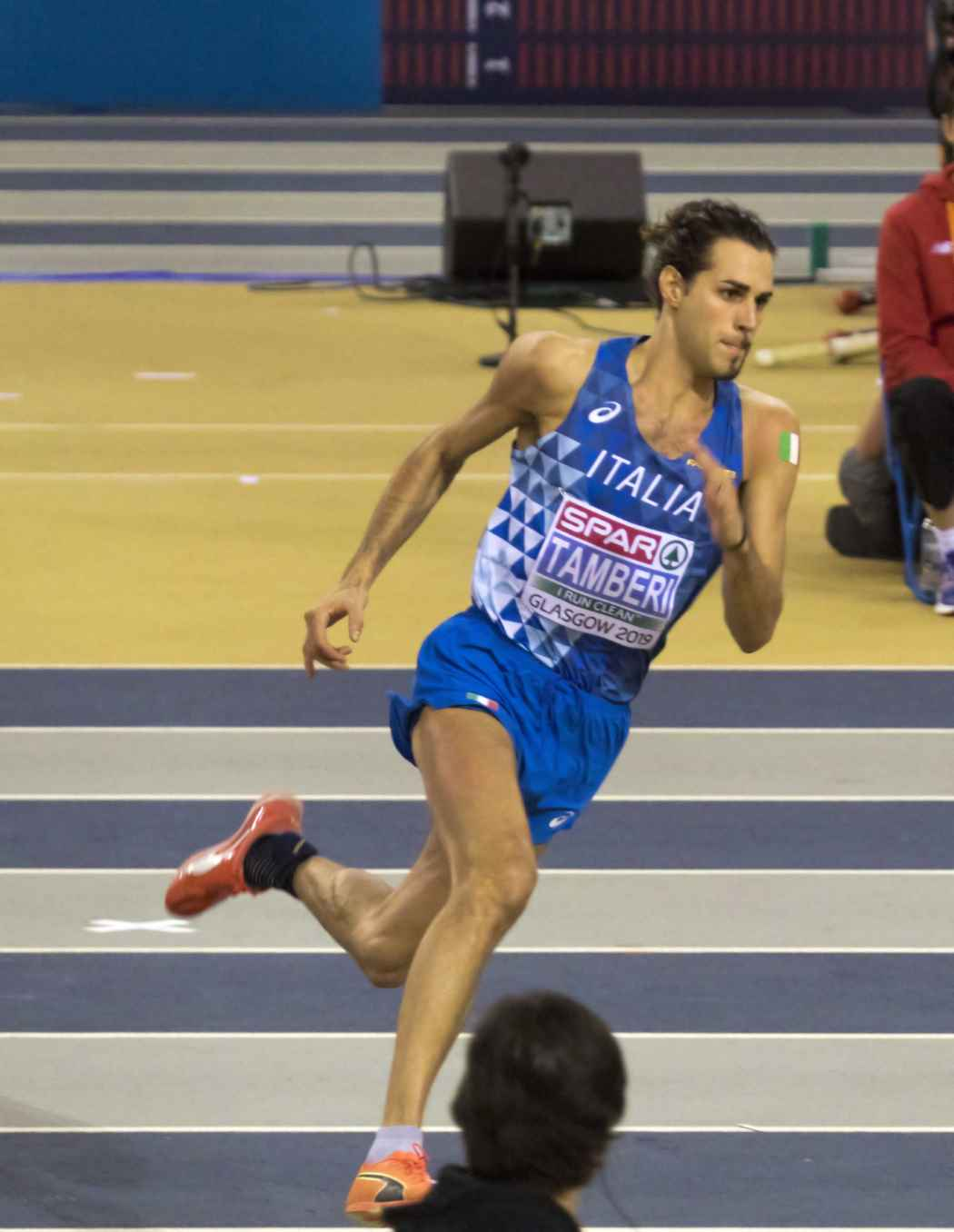
Il vincitore, Gianmarco Tamberi

| Pos.    | Atleta                               | Nazionalità    |
| ------- | ------------------------------------ | -------------- |
| Oro     | Gianmarco Tamberi                    | Italia         |
| Argento | Konstadinos Baniotis Andrij Procenko | Grecia Ucraina |
| Bronzo  | Non assegnata                        |                |

## Record
| Record                | Record             | Record | Record                  | Record           |
| --------------------- | ------------------ | ------ | ----------------------- | ---------------- |
| Record del mondo      | Javier Sotomayor   | 2.43   | Budapest, Ungheria      | 4 marzo 1989     |
| Record europeo        | Carlo Thränhardt\| | 2.42   | Berlino, Germania Ovest | 26 febbraio 1988 |
| Record dei campionati | Stefan Holm        | 2.40   | Madrid, Spagna          | 6 marzo 2005     |

## Programma
| Data          | Ora   | Turno          |
| ------------- | ----- | -------------- |
| 1º marzo 2019 | 12:30 | Qualificazioni |
| 2 marzo 2019  | 18:00 | Finale         |

## Risultati

### Qualificazioni
Qualificazione: Si qualificano alla finale gli atleti che raggiungono la misura di 2.28 (Q) o i migliori 8 (q).

| Class | Gruppo | Atleta               | Nazione                     | 2.10 | 2.16 | 2.21 | 2.25 | 2.28 | Risultato | Note                                     |
| ----- | ------ | -------------------- | --------------------------- | ---- | ---- | ---- | ---- | ---- | --------- | ---------------------------------------- |
| 1     | B      | Mateusz Przybylko    | Germania                    | xo   | o    | xo   | xxo  | xo   | 2.28      | Q,                                       |
| 2     | A      | Andrij Procenko      | Ucraina                     | o    | o    | o    | o    | xxx  | 2.25      | q                                        |
| 3     | A      | Sylwester Bednarek   | Polonia                     | o    | xo   | o    | o    | xxx  | 2.25      | q                                        |
| 4     | A      | Chris Baker          | Gran Bretagna               | o    | o    | o    | xo   | xxx  | 2.25      | q                                        |
| 4     | A      | Gianmarco Tamberi    | Italia                      | –    | o    | o    | xo   | xxx  | 2.25      | q                                        |
| 4     | A      | Falk Wendrich        | Germania                    | o    | o    | o    | xo   | xxx  | 2.25      | q                                        |
| 7     | B      | Tihomir Ivanov       | Bulgaria                    | o    | o    | xo   | xo   | xxx  | 2.25      | q                                        |
| 8     | B      | Konstadinos Baniotis | Grecia                      | –    | o    | xxo  | xo   | xxx  | 2.25      | q                                        |
| 9     | B      | Ilya Ivanyuk         | Atleti Neutrali Autorizzati | o    | o    | o    | xxo  | xxx  | 2.25      |                                          |
| 10    | B      | Matúš Bubeník        | Slovacchia                  | o    | o    | xxo  | xxo  | xxx  | 2.25      | Miglior prestazione personale stagionale |
| 11    | A      | Adrijus Glebauskas   | Lituania                    | o    | xo   | o    | xxx  |      | 2.21      | Miglior prestazione personale            |
| 12    | A      | Alperen Acet         | Turchia                     | –    | xo   | xo   | xxx  |      | 2.21      |                                          |
| 12    | B      | Andrei Skabeika      | Bielorussia                 | o    | xo   | xo   | xxx  |      | 2.21      |                                          |
| 14    | A      | Maksim Nedasekau     | Bielorussia                 | o    | o    | xxo  | xxx  |      | 2.21      |                                          |
| 15    | A      | Martin Heindl        | Rep. Ceca                   | o    | xo   | xxx  |      |      | 2.16      |                                          |
| 15    | B      | Dmitriy Kroytor      | Israele                     | o    | xo   | xxx  |      |      | 2.16      |                                          |
| 17    | A      | Lukáš Beer           | Slovacchia                  | o    | xxo  | xxx  |      |      | 2.16      |                                          |
| 18    | B      | Norbert Kobielski    | Polonia                     | o    | xxx  |      |      |      | 2.10      |                                          |
| -     | A      | Dmytro Demyanyuk     | Ucraina                     | xxx  |      |      |      |      | nm        |                                          |

### Finale
| Class   | Atleta               | Nazione       | 2.18 | 2.22 | 2.26 | 2.29 | 2.32 | 2.34 | 2.36 | Risultato | Note |
| ------- | -------------------- | ------------- | ---- | ---- | ---- | ---- | ---- | ---- | ---- | --------- | ---- |
| Oro     | Gianmarco Tamberi    | Italia        | o    | o    | o    | o    | xo   | x-   | xx   | 2.32      | =    |
| Argento | Konstadinos Baniotis | Grecia        | o    | xo   | xxo  | x–   | xx   |      |      | 2.26      |      |
| Argento | Andrij Procenko      | Ucraina       | o    | xo   | xxo  | x–   | xx   |      |      | 2.26      |      |
| 4       | Chris Baker          | Gran Bretagna | o    | o    | xxx  |      |      |      |      | 2.22      |      |
| 4       | Tihomir Ivanov       | Bulgaria      | o    | o    | xxx  |      |      |      |      | 2.22      |      |
| 6       | Sylwester Bednarek   | Polonia       | xo   | o    | xxx  |      |      |      |      | 2.22      |      |
| 7       | Falk Wendrich        | Germania      | o    | xxx  |      |      |      |      |      | 2.18      |      |
| 8       | Mateusz Przybylko    | Germania      | xxo  | xxx  |      |      |      |      |      | 2.18      |      |